# Negotiorum gestio
Negotiorum gestio, en latín "Gestor de negocios". 
Es una persona que voluntariamente se constituye en agente de otra, sin ningún mandato expreso o tácito, ni poder alguno, asumiendo la gestión de un negocio ajeno, cuyo titular desconoce su gestión, pero ella es llevada a cabo para los beneficios de éste.